# 前進著陸場
前進著陸場（英語：Advanced landing grounds，ALGs）是盟軍於第二次世界大戰期間為光復歐洲而搭建的臨時性野戰機場。進軍歐陸前在英國建了幾個，之後再陸陸續續於1944年6月6日至1945年5月7日歐洲勝利日期間在歐洲西北部搭建好幾座。
不同於英國為對德進行戰略轟炸所建的固定機場，建在歐陸上的軍用戰術著陸場為臨時性設施，通常是為能讓戰術空軍密接支援地面部隊在戰場上推進而趕搭出來的機場。地面部隊一旦推進到超出飛航作戰範圍，各航空大隊和中隊就會轉到靠近前線的新建空軍基地，後方的基地則轉用於其他的支援性用途，或者就乾脆廢棄。

## 概述
當盟軍於D日登陸諾曼第時，英國皇家空軍機場建設服務處的工兵也參與其中，任務是在歐陸趕搭前線作戰機場，即所稱的「前進著陸場」（ALG）。隨著盟軍穿過法國進軍德國而新建或重建出數以百計的機場以供盟軍空中部隊使用。
出於安全原因，機場跑道使用編碼，而非以所在位置來稱呼。駐英的美國陸軍航空隊(USAAF)用AAF三個字母開頭的編號來標識自家設施，範圍自AAF-101至AAF-925。在諾曼地登陸日後，歐洲戰區（ETO）內的歐陸機場也被編碼。美軍機場前綴A、Y或R，從1到99連續編號。在法境的機場編碼「A」和「Y」，但荷蘭、比利時、和德國境內佔領區也有許多「Y」編碼的機場。「R」編碼的機場通常位於已遭佔領的德國領土。歐陸上的英軍機場一樣採用連續編號，但前綴為B。
編號系統是在分配機場用途時依序編上的，不是按其位置或投入使用的日期。A-1聖皮耶迪蒙機場於1944年6月13日宣告投入使用；A-3卡東維爾機場同年6月14日宣告投入使用。但A-2克里克維爾昂貝桑機場在數日後的6月19日才宣告投入使用。
此外，許多這樣的機場都沒有作戰航空大隊或中隊進駐。一開始就設計為後送傷員和運補用，只趕搭出一條跑道，駐軍沒多少，除帳篷外幾乎沒什麼基礎設施。隨著地面部隊東進，傷者於後送機場後由C-47運輸機接走，送往英國或其他地區的後方醫院；物資也是空運到此卸貨後快速運抵前線。這樣的機場通稱S&E機場（Supply and Evacuation，補給和後送用機場）。
機場一建成就會由第九工兵團司令部宣布投入軍事使用，通常再過一天左右就由戰鬥部隊接管。根據地點、用途、和作戰需求，機場的使用時間可能為幾日、一週甚至幾個月。一旦作戰部隊轉至下一個指定的空軍基地，這些機場就可以轉用於偵察與評估，或迅速拆除廢棄，將土地歸還給土地所有者，或當地民政當局。

## 建造

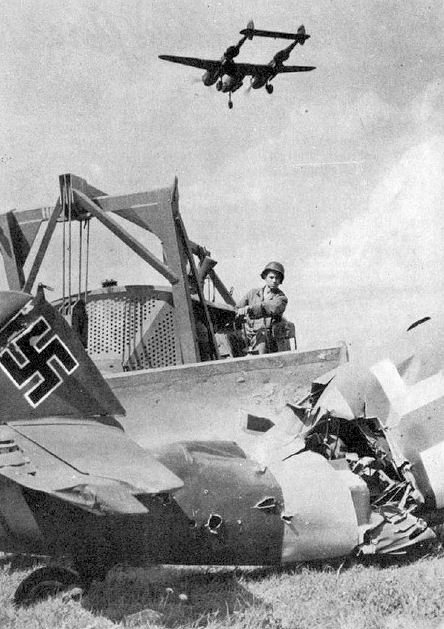
一名USAAF工兵正於前進著陸場中清除一架納粹德國空軍被擊落的Bf 109戰鬥機殘骸時，另一架正準備降落的P-38閃電式戰鬥機正從上方掠過

英國皇家空軍第2戰術航空軍的機場營建處負責建造前進著陸場。但美軍作戰區域內的前進著陸場由美國第九航空隊連同其專門為此成立的第九工兵團負責。轄下的16個個航空工兵營全都滿員且裝備齊全，能為戰術戰鬥或轟炸大隊迅速趕搭出前進著陸場。
若是從敵軍手上新奪過來的機場，則可在一至三天內恢復運作，當成前進著陸場用，具體上取決於損壞的程度，以及其中埋了多少的地雷和詭雷。
旱季中，連同勘察時間在內，一個營能以一至三天的時間即在平地建好一個前進著陸場。若因地形不佳而需更多時間清理和整地，或因是全天候運作的著陸場而需額外的基礎設施，則建造時間為三到十天不等。
整建好的前進著陸場會有連上既有路基的銜接道路，還有用於堆棧補給、彈藥、和汽油桶的場地，另備有飲用水，和用於通訊與照明的簡易電網，外加充作居處與支援設施的帳篷。時間就是一切，前進著陸場只要能用上幾天就算值回票價。當前線漸次成為後方，最初主供戰鬥機和運輸機使用的前進著陸場還可再改建以供航程更遠的中型轟炸機使用。
由自北非戰場和義大利戰役 (第二次世界大戰)所得的經驗，戰鬥機大隊需要120英呎×3600英呎（約36公尺×1100公尺）範圍的機場，戰鬥轟炸機則需要120英呎×5000英呎（約36公尺×1500公尺），中型轟炸機需要120英呎×6000英呎（約36公尺×1800公尺）。

## 跑道類型
工兵不是直接把未經改良的粗糙泥土跑道就拿來用，而是以必要的鋪面材料加固，以支撐飛機的重量，並用以抵禦濕氣。前進著陸場最初都是單跑道，方向通常為東西向（09/27），除非須依地形條件改變跑道方向。
- 索默菲爾編製帶法(Sommerfeld Tracking)[2]

英國所鋪設的前進著陸場採用這種材料，簡單說就是以加強型鋼絲交織成的一種網格。
- 方形網格編製帶(Square-mesh track, SMT)[2]

是諾曼地登陸後最初幾週所用鋪面材料，由英國研發，以粗金屬纜交織出三英吋見方的網格。選擇這種鋪面的理由是重量非常輕，好讓已經忙不過來的登陸艇還能將足夠的鋪面材料運送過英倫海峽。SMT易於施工，供戰鬥機用的著陸底墊在大約一周內就可以像鋪設地毯一樣鋪完。
- 預製粗麻布（Prefabricated Hessian, PBS）[2]

在首批使用SMT鋪設的機場完工後，陸軍航空工兵幾乎全面改用預製粗麻布這種鋪面材料。PBS可輕鬆運輸，不像SMT鋪裝的機場會產生粉塵問題。PBS由瀝青浸漬黃麻製成，捲成長300英呎（91公尺），寬36英吋（91公分），或43英吋（109厘米）以便運輸。可重疊鋪設以形成在晴天也無塵的路面。兼用SMT和PBS鋪面的前進著陸場也很常見，即在PBS上再鋪一層SMT。
- 穿孔鋼板 (Pierced steel plank, PSP)[2]

為給英國皇家空軍第2戰術航空軍和美國空軍第九航空隊的中型和輕型轟炸機提供全天候型機場，1944年7月在諾曼地灘頭引進的第三種鋪面材料，穿孔鋼板，或稱馬斯頓墊。鋼板為10英呎長×15英吋寬（3公尺×38公分），垂直於起降方向地併排鋪設。PSP在其他戰場上已經使用了很長時間，本該是歐陸所有前進著陸場的理想選擇，但鋼板供應量有限，而其重量更使得這種做法不切實際。由於供應問題，鋪設PSP的戰鬥轟炸機用前進著陸場可能需時一個月或以上，而鋪以PBS或SMT的類似著陸場各可在兩週和一週內完工。
此外還有草皮和泥土跑道，用以充當緊急著陸道（emergency landing strips, ELS）及加油裝彈用道（refuelling and rearming strips, R&R）。奪取自敵軍的機場則跑道種類繁多，最常見的是瀝青跑道、混凝土跑道、碎石跑道、或瀝青滲碎石跑道。

## 機場類型
USAAF戰鬥工兵在歐陸所建的機場主要有五種類型：
緊急降落道（Emergency Landing Strips, ELS）
一條長約2000英呎，帶坡度的粗糙跑道，以供受損的飛機迫降。
補給疏散道（Supply and Evacuation, S&E）
通常位於前線附近，或於後方的，粗糙跑道。供C-47後送傷者，或向前線運補彈藥等物資。
加油裝彈道（Refueling and Rearming, R&R）
由一條跑道和跑道兩端的管理區組成。為近前線的機場提供場地以讓駐紮在後方的飛機可在此降落、加油、重新整備後即可再度起飛執行任務，無需返回後方的主機場。此外還可用於疏散，或加油與重新整備以外的其他用途。這些機場還可增設用於驅離之類的機場額外設施，擴展為前進著陸場。加油裝彈道的選址通常會儘可能考慮日後進一步擴展為前進著陸場用。
前進著陸場
可以新建，也可經由增設驅離設施、擴建路網及航站等區域，以加油裝彈道為基礎上進一步開發，以便長期使用。
戰術空軍基地（Tactical air depots, TAD）
許多空軍基地透過增設機庫、倉庫、分散式停機坪、道路、和其他設施，擴建為戰術空軍基地。其中一些基地是以此目的興建,而非從其他種機場改裝而來。

## 投入使用
歐陸內的前進著陸場主要有四種設計：

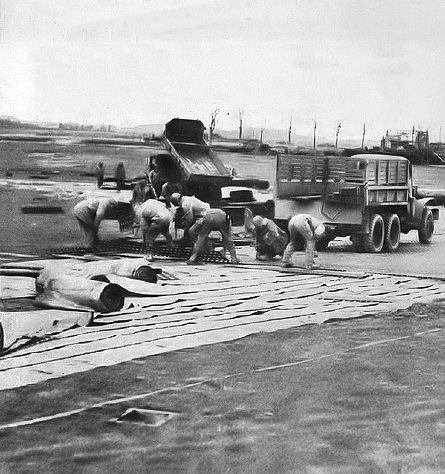
第九工兵團正為與建中的前進著陸場跑道鋪設穿孔鋼板

「A」著陸場位於法國。由第九航空隊在諾曼第登陸（1944年6月6日至7月中旬）和「眼鏡蛇行動」（1944年7月25日至8月25日自諾曼第突圍）期間建造和使用。諾曼第的這些前進著陸場大多在戰鬥結束後即退役，但法國中部的若干著陸場則轉用於各種非戰鬥用途至戰爭結束。
「B」著陸場由英美戰鬥工兵為英國皇家空軍所建造。其中一些用於美國陸軍航空兵運兵大隊，或指揮控制等機構。
「Y」著陸場最初只有在法國東南部，由美國第十二航空隊工兵建造，作為用兵法國南部的「龍騎兵行動」之一部分。這些著陸場最初沒有編碼，直到1944年末歸第九工兵團後才編上「Y」番號。在「A」編號於1944年11月達到99後，法國東北部、比利時、荷蘭、和被佔領的德國前進著陸場也編上「Y」番號。
「R」編號著陸場位於德境內的佔領區。實際的數量遠超此處所列，主要用於補給和疏散，這些機場或在趕建於農業區中，或就是新被拿下的德國空軍機場。「R」編號始於1945年4月Y編號達到99之後。
在盟軍越過巴黎向德國邊境推進時，對運輸、補給、和後送用機場的需求意料之外的大。1944年末，補給己經跟不上美國艾森豪將軍的部隊，為緩解補給短缺，C-47運輸機可用的機場成為當務之急。該運輸機可將各型彈藥，還有尤其是汽油，運往歐陸的前進著陸場，回程順帶後撤傷者。
截至1944年9月15日，第九工兵團投入使用的前進著陸場已逾80個，而英國工兵在英軍的區域內建造了76個。在法國南部，來自地中海戰區的美國第十二航空隊轄下美國工兵又建造了約20個機場。這些未編碼的機場於10月份被指派給歐洲戰區後賦予ALG編碼。
1944年9月中旬，荷蘭、比利時和法國東部前線局勢穩定，行將持續到次年，這讓航空工兵有機會重組以應對即將到來的冬季。不出所料，由於地面潮濕，他們無法在秋雨和冬雪季節以鋪設PHS和SMI新建前進著陸場。除混凝土外，美製PSP是歐洲當時唯一能夠用於這種惡劣天氣的鋪面材料。
為保補給線暢通，部分在比利時和法國的前進著陸場用上PSP來「過冬」。然而由於供應量有限，能過冬的著陸場數量也受限，所以每個堪用機場所進駐的部隊量都倍增。幸虧當年冬季完工的戰鬥轟炸機和中型轟炸機機場足夠，確保了第二戰術空軍和第九航空隊的飛機能夠繼續執行作戰任務。
1945年初，影響著陸場建設的主要問題並非德軍反攻突襲阿登（這僅導致一座機場被廢棄——位於阿格諾的Y-39機場），而是二月初融雪帶來的泥漿和積水，使機場面臨無法使用的風險。在工兵利用當地民工對受威脅的著陸場進行大規模維護下，成功化解危機。
1945年初，在突出部戰役之後，盟軍再度發動攻勢，這得益於修建在被佔領的德境內的前進著陸場提供有力支援。特里爾的Y-57於1945年3月10日成為德境內第一個投入使用的美國前進著陸場。當盟軍在德國雷馬根渡過萊茵河時，也迅速建起一條補給疏散道，以支援橋頭堡。隨著盟軍坦克部隊迅速挺進德國腹地，第九航空隊的戰術空軍「據點」著陸場也跟著向萊茵河以東移動，航程幾乎可達德國境內各處。
在閃擊德國中部時，由於成功進佔數十個幾乎毫髮無損的前德國空軍帶草皮與硬面跑道的機場，對SMT、PHS和PSP等預製鋪面的需求從而減少。自1945年3月下旬到5月，德軍已無力抵抗，空中密接支援需求減少，維持攻勢所需的補給用跑道需求大增，必須盡力清理每個拿下來的德國機場供大軍沿途使用，便於C-47等運輸機降落以運送食物、汽油、和彈藥。補給工作成為著陸場的首要之務。到1945年5月9日的歐洲勝利日，萊茵河以東還在運作的126座機場中，有76個是用作補給和疏散用途。

## 概述
自諾曼地登陸日到歐洲勝利日，美國陸軍航空兵的工兵在歐洲戰區連新建帶重建前進著陸場逾280座。次年夏季，又建成一些新機場，其中絕大多數在戰鬥結束後廢棄，土地歸還所有者或當地民政部門。在整個西歐，除了第十二和第十五航空隊在地中海戰區建造的前進著陸場外，還有相當一部分在戰後被進一步開發成永久性民用機場，或北約軍用基地。
機場編碼系統持續有效，直至日本投降後，方於1945年9月14日正式停用。此後的機場均以其地理名稱命名。

## 備註
1. 1 2 3 4 5 6 7 8 9 10 11 12 13 14 15 16  The Air Force Engineer. Army Air Forces Engineer Command, MTO (Prov). Multiple editions. 1943–1945 (Pamphlet from USAFHRA)
2. 1 2 3 4  .   [8 September 2009]. （原始内容存档于9 June 2019）.
3. 1 2 3 4 5 6 7 8 9  Johnson (1988)

## 外部連結
- Normandy ALGs
- Abandoned, Forgotten and Little Known Airfields in Europe
- La 9th U.S. Army Air Force en Normandie (French and English)